# Sylvain Changeat
Pas d'image ? Cliquez ici

a Compétitions nationales et continentales officielles uniquement.

Dernière mise à jour le 22 septembre 2016.
Sylvain Changeat, né le 14 août 1984 à Cannes, est un joueur français de rugby à XV qui évolue au poste de deuxième ligne. Il joue depuis 2012 au sein de l'effectif du RO Agde.